# Charles Louis L'Héritier de Brutelle
Charles Louis L'Héritier de Brutelle (15. lipnja 1746. - 18. kolovoza 1800.) bio je francuski botaničar i državni službenik iz 18. stoljeća. Rođen u imućnoj pariškoj obitelji iz više klase, veze s francuskim kraljevskim dvorom osigurale su mu položaj nadzornika pariških voda i šuma u dobi od dvadeset šest godina. U tom je svojstvu L'Héritier proveo različita istraživanja autohtonog drveća i grmlja, a također se zainteresirao za egzotičnu floru.
Standardna autorska kratica je L'Hér. koristi se za označavanje ove osobe kao autora kada se navodi botanički naziv. Također se koristi kratica L'Herit.